# Philippe Chéry
Philippe Chéry est un peintre néo-classique, un illustrateur, un critique d'art et un militant révolutionnaire français, né à Paris le 15 février 1759, et mort le 28 février 1838 dans l'ancien 8e arrondissement de Paris.

## Biographie
Élève de Joseph-Marie Vien, Philippe Chéry s'implique dans la Révolution française : il est blessé durant la prise de la Bastille. En 1791, il peint La Mort d'Alcibiade remarqué au Salon de cette année.
Durant la Révolution, tout comme David, il s'implique dans la politique. Il est membre du Comité de surveillance révolutionnaire du département de Paris, et du Comité de salut public en juin 1793, chargé du contrôle des subsistances et des perquisitions rattaché à la police révolutionnaire. Impliqué dans l'affaire Chaudot, du nom d'un notaire accusé d'intelligence avec l'Angleterre, il démissionna du comité le 8 germinal an II (28 mars 1794), et fut accusé pour une affaire d'abus d'autorité. Il fut sous le Directoire agent municipal et maire de Charonne. Peu après le 18 brumaire, il quitte la France et y revient en 1802.
Après la Restauration, il enseigne le dessin et exécute quelques portraits de ses contemporains, il est actif jusqu'en 1835 où son nom est répertorié dans le livret du Salon.
Philippe Chéry a peint de nombreux sujets religieux dont un David et Saül (musée de Soissons), dessiné de nombreuses illustrations pour les tragédies de Racine, et peint un Portrait de femme en grand chapeau sur fond de parc (vers 1792, Dijon, musée Magnin). Sa Vierge à l'enfant avec Saint-Jean Baptiste, dite Vierge au linge, dessinée d'après Raphaël, a été gravée par François Robert Ingouf (Musée des beaux-arts d'Orléans).
Parmi ses élèves, on compte Augustine Cochet, Louise Darbois, née Borlie ou Berlié (épouse du sculpteur Pierre-Paul Darbois), Étienne-Toussaint Huard (dit Huard de l'Ile Bourbon),, Aristide Marquet et Louis-Antoine Valette.
La vente après décès de son atelier a lieu à Paris le 18 décembre 1838.